# Dick Cheney
Richard Bruce "Dick" Cheney (født 30. januar 1941 i Lincoln, Nebraska) var USA's 46. vicepræsident i perioden fra 20. januar 2001 til 20. januar 2009 under præsident George W. Bush. Han var medlem af Repræsentanternes Hus (R) for Wyoming fra 1979 til 1989 og forsvarsminister fra marts 1989 til januar 1993 under præsident George H.W. Bush.
Dick Cheney er gift med forfatteren Lynne Cheney.
Efter high school startede Cheney på Yale University, men droppede ud efter nogle år, i stedet fik han en kandidatgrad i statskundskab fra University of Wyoming i 1966. Han forsøgte herefter at få en doktorgrad fra University of Wisconsin, men stoppede inden han var færdig for at hellige sig politik.

## Politisk karriere
Cheney arbejdede fra 1969 i Det Hvide Hus under præsident Richard Nixon, hvor han hurtigt steg i graderne, og han endte som stabschef for præsident Gerald Ford, den hidtil yngste på den post. Han var kampagneleder for Fords valgkamp i 1976. Cheney blev valgt til Repræsentanternes Hus i 1978, og var medlem indtil præsident Bush i 1989 udnævnte ham til forsvarsminister. Han kendt for sine konservative synspunkter og sit arbejde for Wyomings store mine- og olieindustri.
I perioden efter tiden som minister, var Cheney bestyrelsesformand og direktør for selskabet Halliburton, der leverer udstyr til olieindustrien. Dette forhold har fået nogen til at anklage Cheney for at løbe ærinder for olieindustrien bl.a. ved udformningen af USAs energipolitik og Irakkrigen.
Fra 2001 til 2009 var han vicepræsident af USA under præsident George W. Bush. Han blev i 2009 efterfulgt af Joe Biden.
Dick Cheney var i februar 2006 involveret i en jagtulykke, hvor en person i jagtselskabet, Harry M. Whittington, kom til skade som følge af et vådeskud.